# Jim Dachtler
Jim Dachtler es un deportista estadounidense que compitió en vela en la clase Tornado. Ganó una medalla de bronce en el Campeonato Mundial de Tornado de 1976.

## Palmarés internacional
| Campeonato Mundial | Campeonato Mundial | Campeonato Mundial | Campeonato Mundial |
| Año                | Lugar              | Medalla            | Clase              |
| ------------------ | ------------------ | ------------------ | ------------------ |
| 1976               | Sídney (Australia) | Medalla de bronce  | Tornado            |